# Bolwerken (Middelburg)
De Bolwerken is de benaming voor het gebied rondom de overblijfselen van de bastions en of bolwerken aan de vesten in Middelburg. De vestingwerken zijn omgevormd tot een 4 kilometer lang stadspark rondom het centrum van Middelburg. Op de bolwerken liggen de Koepoort, molen De Hoop, de Seismolen en een Hoogduits-Joodse begraafplaats. Van de Noordpoort en de Dampoort, ook wel Veersepoort, zijn nog geringe restanten te zien.
De bolwerken bestaan uit vijf delen, zoals beschreven in de lijst van rijksmonumenten in Middelburg/Vestingwerken. Van zuidwest naar noordoost gaat het om:
- Vlissings Bolwerk
- Langeviele Bolwerk en Seisbolwerk
- Bolwerk "Klein Vlaanderen" met twee bastions
- Noordbolwerk met 2 bastions
- Veersebolwerk en bastion

Zij liggen aan de Poelendaelevest, de Langevielevest, de Seisvest, de Noordvest en de Veersevest.

## Geschiedenis
Aan het einde van de zestiende eeuw werden de bolwerken gebouwd, als versterking van de bestaande stadsmuur. In 1598 was de constructie van de vestinggordel af. Rond 1845 werden de originele vestingwerken ontmanteld en naar een ontwerp van de tuinarchitect Karel George Zocher in de periode van 1841 tot 1848 omgevormd tot een stadspark in Engelse landschapsstijl. In 1944 ging door een inundatie tijdens de Tweede Wereldoorlog de beplanting verloren. Na de oorlog zijn De Bolwerken weer voorzien van beplanting. De Bolwerken zijn voorzien van informatieborden met informatie over de geschiedenis van Middelburg.